# Font arqueològica
Font arqueològica és la font documental que serveix per reconstruir la història antiga en períodes i llocs en què no hi ha fonts escrites. També s'utilitza encara que hi hagi fonts escrites, com és el cas a l'egiptologia o a l'arqueologia industrial. Les fonts arqueològiques són l'objecte d'estudi de l'arqueologia.
Les fonts poden ser: Font escrita, Font oral o Font documental. S'usen, per exemple, a la Historiografia i a l'Arqueologia de la Prehistòria.

## Classificació
Poden classificar-se com a:
- Restes materials, siguin aquest:
  - Objectes d'art
  - Edificis comuns o monumentals
  - Estris u objectes creats per l'home
- Impacte de l'acció humana sobre el medi (contaminació antropogènica)
  - Empremtes, deixalles, restes de foc, els seus propis cadàvers,...
  - Canvis en la vegetació i el sòl, alteracions hidrològiques, ecològiques, climàtiques,...